# Marynytschi
Marynytschi (ukrainisch Мариничі; russisch Мариничи Marinitschi, rumänisch Măreniceni deutsch Marenicze) ist ein Dorf in den Ostkarpaten in der ukrainischen Oblast Tscherniwzi mit etwa 540 Einwohnern (2001).

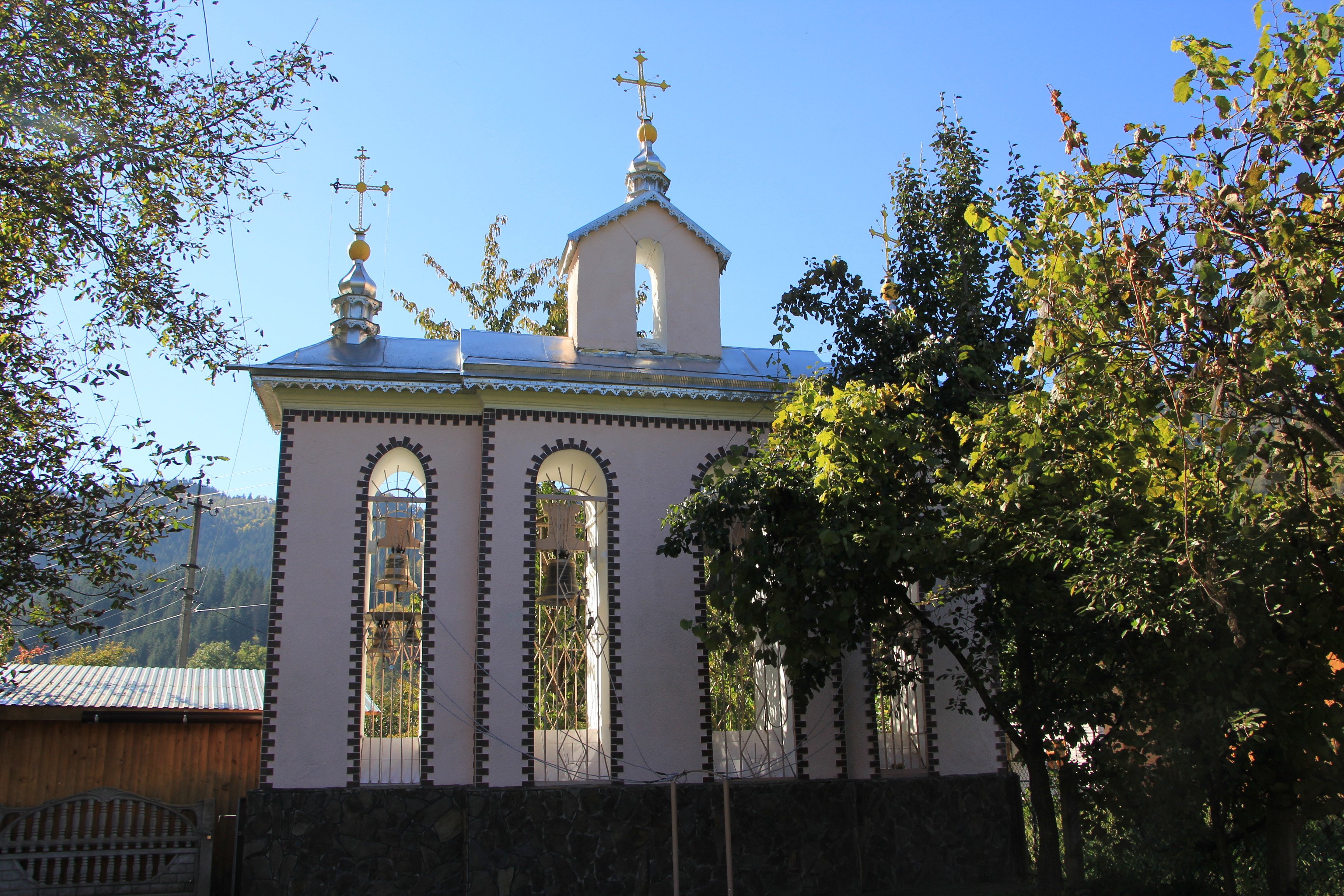
Glockenturm

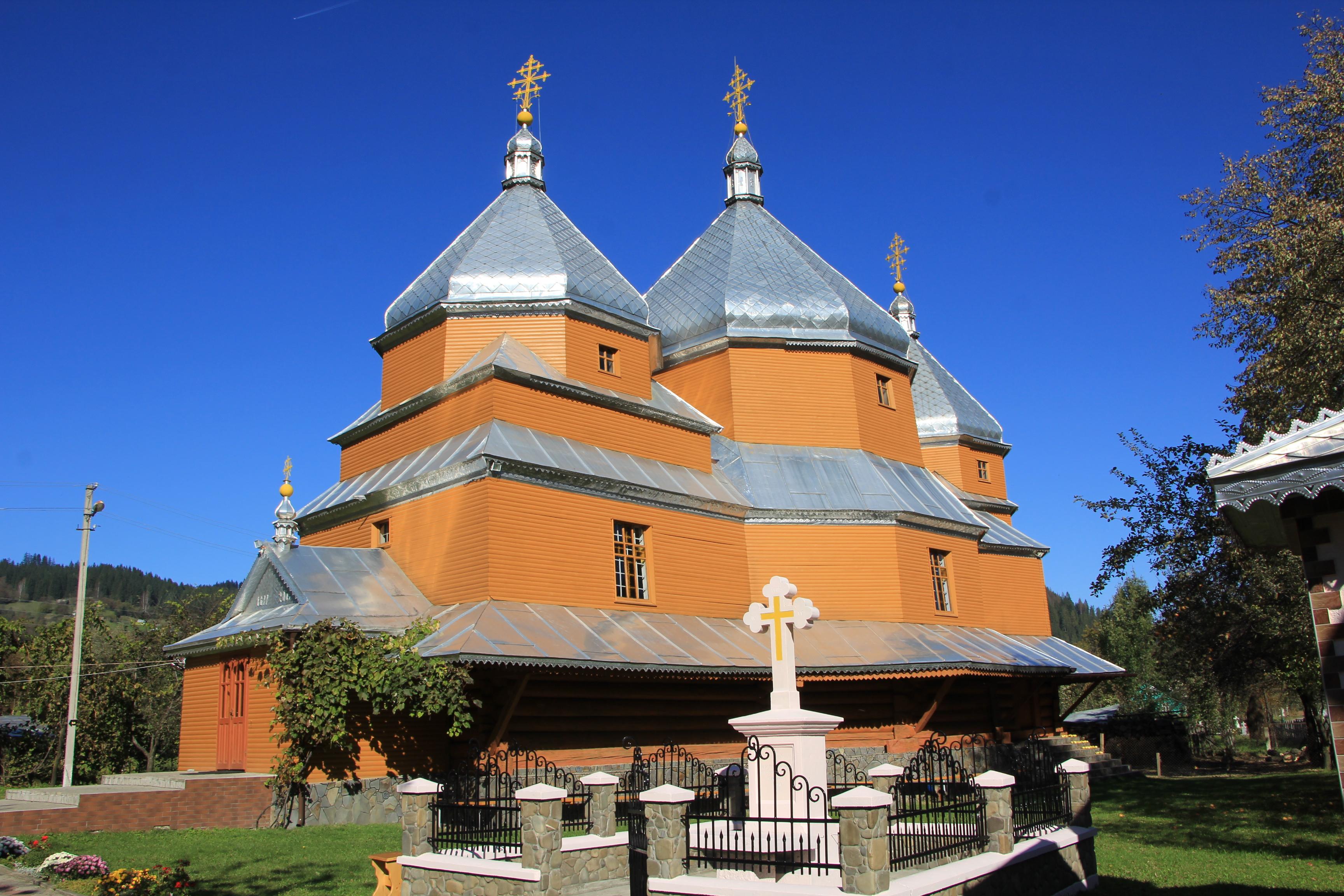
Dorfkirche

Die orthodoxe St. Symeon-Holzkirche des erstmals im 18. Jahrhundert schriftlich erwähnten Dorfes wurde 1878 errichtet.
Die Ortschaft liegt auf einer Höhe von 552 m am rechten Ufer des Tscheremosch, etwa 20 km nördlich vom ehemaligen Rajonzentrum Putyla und etwa 100 km südwestlich vom Oblastzentrum Czernowitz.
Durch das Dorf verläuft die Territorialstraße T–26–01, über die man nach 3 km in südliche Richtung das Gemeindezentrum Ust-Putyla erreicht.
Am 12. August 2015 wurde das Dorf ein Teil der neu gegründeten Landgemeinde Ust-Putyla im Rajon Putyla, bis dahin bildete es zusammen mit den Dörfern Byskiw (Бисків) und Petraschi (Петраші) die Landratsgemeinde Marynytschi (Мариничівська сільська рада/Marynytschiwska silska rada) im Norden des Rajons.
Seit dem 17. Juli 2020 ist der Ort ein Teil des Rajons Wyschnyzja.